# Bridget Jones: Mad About the Boy (film)
Bridget Jones: Mad About the Boy is een  Frans-Brits-Amerikaanse romantische komedie uit 2025, geregisseerd door Michael Morris en gebaseerd op de gelijknamige roman van Helen Fielding uit 2013. Het is de vierde film in de Bridget Jones-franchise en het vervolg op Bridget Jones's Baby. Renée Zellweger, Hugh Grant, Colin Firth en Emma Thompson hernemen hun rollen.

## Verhaal
Bridget Jones is nu weduwe en alleenstaande moeder en krijgt de hulp van haar familie, vrienden en haar voormalige minnaar, Daniel. Ze is terug aan het werk en actief op apps. Ze krijgt een relatie met een wat jongere man.

## Rolverdeling
| Acteur           | Personage                     |
| ---------------- | ----------------------------- |
| Renée Zellweger  | Bridget Jones                 |
| Hugh Grant       | Daniel Cleaver                |
| Emma Thompson    | Dr. Rawlings                  |
| Chiwetel Ejiofor | Mr. Wallaker                  |
| Leo Woodall      | Roxster                       |
| Colin Firth      | Mark Darcy                    |
| Casper Knopf     | Billy Darcy, zoon             |
| Mila Jankovic    | Mabel Darcy, dochter          |
| Jim Broadbent    | Colin Jones, Bridgets vader   |
| Gemma Jones      | Pamela Jones, Bridgets moeder |
| Sarah Solemani   | Miranda                       |
| Isla Fisher      | Rebecca                       |
| Nico Parker      | Chloe                         |
| Leila Farzad     | Nicolette                     |

## Productie
In oktober 2022 vertelde Helen Fielding aan de Radio Times dat er een vierde film in de Bridget Jones-filmreeks en een vervolg op Bridget Jones's Baby in de maak was.
In april 2024 werd een vierde film in de Bridget Jones-filmreeks, gebaseerd op het derde boek in de Bridget Jones-serie, Bridget Jones: Mad About the Boy, bevestigd. Renée Zellweger, Hugh Grant en Emma Thompson zouden hun rollen uit eerdere delen hernemen, met Chiwetel Ejiofor en Leo Woodall die zich bij de cast voegden. Michael Morris zou de film regisseren op basis van een script van Fielding met verdere bijdragen van Abi Morgan en Dan Mazer. Tim Bevan, Eric Fellner en Jo Wallett produceren onder de vlag van Working Title Films. Miramax zou de film ook medefinancieren. In mei voegden Isla Fisher, Josette Simon, Nico Parker en Leila Farzad zich bij de cast van de film, met Jim Broadbent, Gemma Jones, Sarah Solemani, Sally Phillips, Shirley Henderson en James Callis die hun rollen uit de vorige films hernamen. Toen Bridgets voormalige liefdespartner Mark Darcy (Colin Firth) in de trailer van de film verscheen, werd onthuld dat hij is overleden, waardoor Bridget een weduwe is geworden.

### Filmopnames
De filmopnames gingen van start op 10 mei 2024 in de Sky Studios Elstree in Londen. De opnames werden afgerond op 8 augustus.

## Release en ontvangst
Bridget Jones: Mad About the Boy ging op 13 februari 2025 in première op de streamingdienst Peacock en op 14 februari in de Amerikaanse bioscopen. In België was de (avant)-première op 11 februari 2025. De film kreeg overwegend positieve kritieken van de filmcritici, met een score van 89% op Rotten Tomatoes, gebaseerd op 122 beoordelingen.